# Паранормална активност: Близки роднини
„Паранормална активност: Близки роднини“ (на английски: Paranormal Activity: Next of Kin) е американски свръхестествен филм на ужасите от 2021 г. на режисьора Уилям Еубанк, по сценарий на Кристофър Ландън, и е продуциран от Джеймс Блум и Орен Пели. Като седмият филм на поредицата „Паранормална активност“, той е продължение на „Паранормална активност: Призрачното измерение“ (2015) и участват Емили Бейдър, Роналд Бък III, Дан Липърт, Хенри Айръс-Браун и Том Новики.
Филмът е пуснат в Съединените щати на 29 октомври 2021 г. от стрийминг платформата „Парамаунт+“. Филмът е оригинално предвиден да излезе по кината на 19 март 2021 г. но е отменен до 4 март 2022 г. по време на пандемията от COVID-19.